# Perú en la clasificación de Conmebol para la Copa Mundial de Fútbol de 1982
La Selección de fútbol del Perú fue una de las nueve selecciones de fútbol que participaron en la clasificación de Conmebol para la Copa Mundial de Fútbol de 1982, en la que se definieron los representantes de Conmebol para la Copa Mundial de Fútbol de 1982, que se desarrolló en España.

## Sistema de juego
El torneo de clasificación de la Conmebol para la Copa Mundial de Fútbol de 1982 lo disputaron un total de 9 selecciones. Para la zona de Sudamérica, la FIFA dispuso de cuatro plazas, de las 24 totales del mundial. Una plaza estaba asignada automáticamente a Argentina por su victoria en el mundial de 1978.
Los nueve equipos se dividieron en tres grupos de tres integrantes, donde el campeón de cada grupo obtendría la clasificación. En los grupos se jugó un sistema de liguilla de ida y vuelta.

## Tabla de posiciones
| Equipo    | Pts | PJ | PG | PE | PP | GF | GC | Dif |
| --------- | --- | -- | -- | -- | -- | -- | -- | --- |
| Brasil    | 8   | 4  | 4  | 0  | 0  | 11 | 2  | +9  |
| Chile     | 7   | 4  | 3  | 1  | 0  | 6  | 0  | +6  |
| Perú      | 6   | 4  | 2  | 2  | 0  | 5  | 2  | +3  |
| Uruguay   | 4   | 4  | 1  | 2  | 1  | 5  | 5  | 0   |
| Ecuador   | 3   | 4  | 1  | 1  | 2  | 2  | 5  | –3  |
| Bolivia   | 2   | 4  | 1  | 0  | 3  | 5  | 6  | –1  |
| Colombia  | 2   | 4  | 0  | 2  | 2  | 4  | 7  | –3  |
| Paraguay  | 2   | 4  | 1  | 0  | 3  | 3  | 6  | –3  |
| Venezuela | 2   | 4  | 1  | 0  | 3  | 1  | 9  | –8  |

## Partidos

### Grupo 2
| Equipo   | Pts. | PJ | PG | PE | PP | GF | GC | Dif. |
| -------- | ---- | -- | -- | -- | -- | -- | -- | ---- |
| Perú     | 6    | 4  | 2  | 2  | 0  | 5  | 2  | +3   |
| Uruguay  | 4    | 4  | 1  | 2  | 1  | 5  | 5  | 0    |
| Colombia | 2    | 4  | 0  | 2  | 2  | 4  | 7  | –3   |

#### Local
| 16 de agosto de 1981 | Perú                                                  | 2:0 (2:0) | Colombia | Estadio Nacional, Lima                                         |                                                                |
|                      | Gerónimo Barbadillo 5' · Julio César Uribe 70' (pen.) |           |          | Asistencia: 43, 942 espectadores Árbitro(s): Vicente Llobregat | Asistencia: 43, 942 espectadores Árbitro(s): Vicente Llobregat |

| 6 de septiembre de 1981 | Perú | 0:0 (0:0) | Uruguay | Estadio Nacional, Lima                                        |  |
|                         |      |           |         | Asistencia: 44, 325 s espectadores Árbitro(s): Arnaldo Coelho |  |

#### Visitante
| 26 de julio de 1981 | Colombia           | 1:1 (0:0) | Perú                  | Estadio El Campín, Bogotá                                     |                                                               |
|                     | Hernán Herrera 65' |           | Guillermo La Rosa 86' | Asistencia: 20 000 espectadores Árbitro(s): Arturo Ithurralde | Asistencia: 20 000 espectadores Árbitro(s): Arturo Ithurralde |

| 23 de agosto de 1981 | Uruguay                | 1:2 (0:1) | Perú                                          | Estadio Centenario, Montevideo                                     |                                                                    |
|                      | Waldemar Victorino 65' |           | Guillermo La Rosa 40' · Julio César Uribe 47' | Asistencia: 67, 938 espectadores Árbitro(s): Juan Silvagno Cavanna | Asistencia: 67, 938 espectadores Árbitro(s): Juan Silvagno Cavanna |

## Jugadores
Listado de jugadores que participaron en la Copa Mundial 1982:
| N.º | Nombre               | Posición      | Clubes                    |
| --- | -------------------- | ------------- | ------------------------- |
| 1   | Eusebio Acasuzo      | Portero       | Universitario de Deportes |
| 12  | José Gonzales Ganoza | Portero       | Alianza Lima              |
| 21  | Ramón Quiroga        | Portero       | Sporting Cristal          |
| 2   | Jaime Duarte         | Defensa       | Alianza Lima              |
| 3   | Salvador Salguero    | Defensa       | Alianza Lima              |
| 4   | Hugo Gastulo         | Defensa       | Universitario de Deportes |
| 13  | Óscar Arizaga        | Defensa       | Atlético Chalaco          |
| 14  | Miguel Gutiérrez     | Defensa       | Sporting Cristal          |
| 15  | Rubén Díaz           | Defensa       | Sporting Cristal          |
| 16  | Jorge Olaechea       | Defensa       | Alianza Lima              |
| 6   | José Velásquez       | Mediocampista | Toronto Blizzard          |
| 8   | César Cueto          | Mediocampista | Atlético Nacional         |
| 9   | Julio César Uribe    | Mediocampista | Sporting Cristal          |
| 10  | Teófilo Cubillas     | Mediocampista | Fort Lauderdale Strikers  |
| 18  | Eduardo Malásquez    | Mediocampista | Deportivo Municipal       |
| 20  | Percy Rojas          | Mediocampista | RFC Seresien              |
| 22  | Luis Reyna           | Mediocampista | Sporting Cristal          |
| 5   | Germán Leguía        | Delantero     | Universitario de Deportes |
| 7   | Gerónimo Barbadillo  | Delantero     | Tigres                    |
| 11  | Juan Carlos Oblitas  | Delantero     | RFC Seresien              |
| 17  | Franco Navarro       | Delantero     | Deportivo Municipal       |
| 19  | Guillermo La Rosa    | Delantero     | Atlético Nacional         |

## Resultado final
| Perú                   |
| Clasificado            |
| Copa Mundial de Fútbol |
|                        |
| Cuarta participación   |